# Alton (Iowa)
Alton es una ciudad situada en el condado de Sioux, Estado de Iowa, Estados Unidos. Según el censo de 2000 tenía una población de 1.095 habitantes.

## Demografía
Según el censo de 2000, había 1.095 personas, 439 hogares y 297 familias residiendo en la localidad. La densidad de población era de 283,90 hab./km². Había 466 viviendas con una densidad media de 120,8 viviendas/km². El 99,54% de los habitantes eran blancos, 0,09% amerindios, el 0,09% de otras razas, y el 0,27% pertenecía a dos o más razas. El 1,10% de la población eran hispanos o latinos de cualquier raza.
Según el censo, de los 439 hogares, en el 32,3% había menores de 18 años, el 61,3% pertenecía a parejas casadas, el 4,1% tenía a una mujer como cabeza de familia, y el 32,3% no eran familias. El 30,1% de los hogares estaba compuesto por un único individuo, y el 15,7% pertenecía a alguien mayor de 65 años viviendo solo. El tamaño promedio de los hogares era de 2,49 personas, y el de las familias de 3,14.
La población estaba distribuida en un 27,4% de habitantes menores de 18 años, un 10,5% entre 18 y 24 años, un 26,4% de 25 a 44, un 19,8% de 45 a 64, y un 15,9% de 65 años o mayores. La media de edad era 44 años. Por cada 100 mujeres había 95,5 hombres. Por cada 100 mujeres de 18 años o más, había 99,7 hombres.
Los ingresos medios por hogar en la localidad eran de 39.911 dólares ($), y los ingresos medios por familia eran 47.143 $. Los hombres tenían unos ingresos medios de 30.500 $ frente a los 19.570 $ para las mujeres. La renta per cápita para la ciudad era de 16.663 $. El 4,2% de la población y el 4,0% de las familias estaban por debajo del umbral de pobreza. El 2,4% de los menores de 18 años y el 11,3% de los habitantes de 65 años o más vivían por debajo del umbral de pobreza.

## Geografía
Según la Oficina del Censo de los Estados Unidos, la localidad tiene un área total de 3,86 km², la totalidad de los cuales corresponden a tierra firme.